# Undula paraensis
Undula paraensis är en djurart som tillhör fylumet bukhårsdjur, och som beskrevs av Kisielewski 1991. Undula paraensis ingår i släktet Undula och familjen Chaetonotidae. Inga underarter finns listade i Catalogue of Life.